# Oskar Nedbal
Oskar Nedbal, češki skladatelj, dirigent in violist, * 26. marec 1874, Tábor, Češka, Avstro-Ogrska, † 24. december 1930, Zagreb, Savska banovina, Kraljevina Jugoslavija.
Glasbo je študiral na praškem konservatoriju. Eden izmed njegovih učiteljev je bil slavni Antonín Leopold Dvořák. 
Nedbalovo najbolj znano delo je danes opereta Poljska kri, krstno uprizorjena 1913. leta. Poleg drugih operet je napisal še eno opero in nekaj baletov (Princesa Zlatolaska).